# Valdeorras
Valdeorras egy comarca (járás) Spanyolország Galicia autonóm közösségében, Ourense tartományban. Székhelye O Barco de Valdeorras.

## Települések
A székhely neve félkövérrel szerepel.
- O Barco de Valdeorras
- O Bolo
- Carballeda de Valdeorras
- Larouco
- Petín
- A Rúa
- Rubiá
- A Veiga
- Vilamartín de Valdeorras